# خوسيه لويس تانكريدي
خوسيه لويس تانكريدي (بالإسبانية: José Luis Tancredi)‏ هو لاعب كرة قدم أوروغواياني في مركز الوسط، ولد في 14 فبراير 1983 في مونتيفيديو في الأوروغواي. لعب مع بيلا فيستا وديبورتيس كوينديو وديبورتيس ماجالانز وديبورتيفو تاشيرا ونادي ميلوناريوس.

## وصلات خارجية
- خوسيه لويس تانكريدي على موقع قاعدة بيانات كرة القدم.إي يو (الإنجليزية)
- خوسيه لويس تانكريدي على موقع Soccerway.com (الإنجليزية)